# Fleurieu (półwysep)
Fleurieu – półwysep położony na południe od Adelaide w Australii Południowej. 
Główne miasta tego rejonu to Victor Harbor i Goolwa. Na półwyspie znajduje się także rejon winiarski McLaren Vale. Z przylądka Cape Jervis na południowym krańcu półwyspu kursuje regularnie prom na Wyspę Kangura.